# (2148) Epeo
(2148) Epeo es un asteroide que forma parte de los asteroides troyanos de Júpiter y fue descubierto por Richard Martin West el 24 de octubre de 1976 desde el Observatorio de La Silla, Chile.

## Designación y nombre
Epeo fue designado inicialmente como 1976 UW.
Posteriormente se nombró por Epeo, un personaje de la mitología griega.

## Características orbitales
Epeo orbita a una distancia media de 5,213 ua del Sol, pudiendo acercarse hasta 4,915 ua y alejarse hasta 5,511 ua. Tiene una inclinación orbital de 9,15° y una excentricidad de 0,05716. Emplea en completar una órbita alrededor del Sol 4347 días.